# Aldi Surjana
Aldi Surjana (* 8. Juli 1953 in Jakarta, Indonesien) ist Informatiker und Übersetzer.

## Leben
Aldi Surjana war von 1973 bis 1974 am Studienkolleg in Hamburg und studierte von 1974 bis 1982  im Fachbereich Informatik an der Technischen Universität Berlin. Er hat zahlreiche chinesische Sittenromane ins Malaiische übersetzt. Heute lebt Aldi Surjana in Berlin.

## Werke

### Übersetzungen
- Jin Ping Mei, atau Petualangan Ximen dan enam Istrinya, Berlin 6. Februar 2016, 
  - Band 1, ISBN 9783737588881,
  - Band 2, ISBN 9783737588867,
  - Band 3, ISBN 9783737588843
- The Plum in the Golden Vase, Berlin 19. März 2017, ISBN 9783745039924
- Rou Pu Tuan, atau Tikar doa dari daging, Berlin 22. Mai 2016, ISBN 9783741812897
- The Carnal Prayer Mat, Berlin 22. März 2017, ISBN 9783745040944
- Kisah Cinta Tiongkok Lama - Classic Love Stories from China, Berlin 19. März 2017, ISBN 9783745038552